# Уніон 05
«Уніон 05» (фр. Union 05) — люксембурзький футбольний клуб із комуни Кайль, на південному-сході Люксембургу.

## Історія
Клуб заснований в 2005 році, шляхом злиття клубів «Женесс Кейл 07» і «СК Тетанж». Клуб представляє два містечка з комуни Кейл, Кейл і Тетанж, і по черзі проводить свої домашні матчі на двох стадіонах, «Віктор Маршал» у Тетанже і «Рю де Дюделанж» у Кейла. У сезоні 2010/11 років клуб переміг у Дивізіоні Пошани, другому за силою дивізіоні Люксембургу і отримав право в сезоні 2011/12 дебютувати у вищій національному дивізіоні. Незважаючи на те, що «Уніон 05» вважається дебютантом вищого дивізіону Люксембургу, один із клубів, який його заснував, а саме «СК Тетанж» провів у вищому дивізіоні, з 1922 по 1973 роки, 18 сезонів, найкращим з яких був сезон 1957/58 років в якому він зайняв 4-те місце. Також «СК Тетанж» має на своєму рахунку участь у фіналі Кубку Люксембургу в 1951 році.

## Досягнення
- Дивізіон Пошани
  -  Чемпіон (1): 2010/11

## Відомі гравці
- Мігел Рейсінью

## Відомі тренери
- Люк Мюллер (липень 2009 – грудень 2009)
- Альвару да Круж (січень 2010 – червень 2010)
- Мануель Коррея (липень 2010–)